# Júnio Tiberiano (procônsul da Ásia)
Júnio Tiberiano (em latim: Iunius Tiberianus) foi um oficial romano do final do século III e começo do IV, ativo no reinado do imperador Diocleciano (r. 284–305). Era filho de Caio Júnio Tiberiano e talvez irmão mais velho de Publílio Optaciano Porfírio. Em 293/303, foi procônsul da Ásia e entre 12 de setembro de 303 a 4 de janeiro de 304 foi prefeito urbano de Roma. Foi nomeado em 11º lugar numa lista de pagamentos feitos por senadores.